# Jiříkovice (Nové Město na Moravě)
Jiříkovice (německy Jirschikowitz) je vesnice, část města Nové Město na Moravě v okrese Žďár nad Sázavou. Nachází se asi 3,5 km na severozápad od Nového Města na Moravě. V roce 2009 zde bylo evidováno 89 adres. Žije zde 235 obyvatel.
Jiříkovice leží v katastrálním území Jiříkovice u Nového Města na Moravě o rozloze 3,94 km2.
Na návsi stojí kaple se zvoničkou z roku 1861, v jižní části zástavby se nachází křížek. Vesnicí prochází modrá turistická trasa a cyklostezka EV4.
Ves je známá především chovem ovcí.